# Bitlis
Bitlis este un oraș din Turcia.